# Gran Premi de França del 1951
Resultats del Gran Premi de França de Fórmula 1 de la temporada 1951, disputat al circuit de Reims-Gueux l'1 de juliol del 1951.

## Resultats
| Pos   | No | Pilot                 | Equip                | Voltes | Temps/ Retirada  | Pos. de sortida | Punts |
| ----- | -- | --------------------- | -------------------- | ------ | ---------------- | --------------- | ----- |
| 1     | 8  | Luigi Fagioli         | Alfa Romeo           | 77     | 3h 22' 11. 0     | 7               | 4     |
| Comp. | 8  | Juan Manuel Fangio    | Alfa Romeo           |        |                  |                 | 5     |
| 2     | 14 | José Froilán González | Ferrari              | 77     | + 58.2 s         | 6               | 3     |
| Comp. | 14 | Alberto Ascari        | Ferrari              |        |                  |                 | 3     |
| 3     | 10 | Luigi Villoresi       | Ferrari              | 74     | + 3 Voltes       | 4               | 4     |
| 4     | 26 | Reg Parnell           | Ferrari              | 73     | + 4 Voltes       | 9               | 3     |
| 5     | 2  | Nino Farina           | Alfa Romeo           | 73     | + 4 Voltes       | 2               | 2     |
| 6     | 42 | Louis Chiron          | Talbot-Lago - Talbot | 71     | + 6 Voltes       | 8               |       |
| 7     | 46 | Yves Giraud Cabantous | Talbot-Lago - Talbot | 71     | + 6 Voltes       | 11              |       |
| 8     | 44 | Eugène Chaboud        | Talbot-Lago - Talbot | 69     | + 8 Voltes       | 14              |       |
| 9     | 48 | Guy Mairesse          | Talbot-Lago - Talbot | 66     | + 11 Voltes      | 19              |       |
| 10    | 6  | Consalvo Sanesi       | Alfa Romeo           | 58     | + 19 Voltes      | 5               |       |
| 11    | 24 | Juan Manuel Fangio    | Alfa Romeo           | 55     | + 22 Voltes      | 1               |       |
| Comp. | 24 | Luigi Fagioli         | Alfa Romeo           |        |                  |                 |       |
| Ret   | 28 | Johnny Claes          | Talbot-Lago - Talbot | 54     | Accident         | 12              |       |
| Ret   | 40 | Louis Rosier          | Talbot-Lago - Talbot | 43     | Transmissió      | 13              |       |
| Ret   | 38 | Philippe Étancelin    | Talbot-Lago - Talbot | 37     | Motor            | 10              |       |
| Ret   | 36 | Aldo Gordini          | Simca - Gordini      | 27     | Motor            | 17              |       |
| Ret   | 20 | Harry Schell          | Maserati             | 23     | Sobreescalfament | 22              |       |
| Ret   | 32 | Maurice Trintignant   | Simca - Gordini      | 11     | Motor            | 18              |       |
| Ret   | 12 | Alberto Ascari        | Ferrari              | 10     | Caixa canvi      | 3               |       |
| Ret   | 34 | Andre Simon           | Simca - Gordini      | 7      | Motor            | 21              |       |
| Ret   | 30 | Robert Manzon         | Simca - Gordini      | 3      | Motor            | 23              |       |
| Ret   | 50 | Onofre Marimon        | Maserati - Milà      | 2      | Motor            | 15              |       |
| Ret   | 18 | Toulo de Graffenried  | Maserati             | 1      | Transmissió      | 16              |       |
| Ret   | 24 | Peter Whitehead       | Ferrari              | 1      | Motor            | 20              |       |

## Altres
- Pole: Juan Manuel Fangio 2' 25. 7
- Volta ràpida: Juan Manuel Fangio 2' 27. 8 (a la volta 32)